# Muy padres
Muy padres (estilizado como ¡Muy padr3s!) é uma telenovela mexicana produzida por Agustín Restrepo e Aurelio Valcárcel Carroll para a Imagen Televisión, exibida de 18 de setembro de 2017 a 5 de fevereiro de 2018, substituindo El Capitán e sendo substituída por Amor Proibido.
É a quarta produção original da Imagen Televisión, sendo uma adaptação da novela argentina Señores Papis, escrita por Marcela Guerty e Pamela Rementería. A telenovela gira em torno de três pais e os problemas de relacionamento entre pais e filhos, bem como as situações de pais solteiros que cuidam de seus filhos.
Protagonizada por Dulce María, Víctor González, Mario Morán e Héctor Suárez Gomís, na estreia deles na Imagen Televisión, junto com Betty Monroe, Jessica Díaz e Mariel Chantal. Conta ainda com a participação antagônica de Issabela Camil, Roberto Mateos e Sandra Destenave.

## Sinopse
Esta é a história de três pais: Emilio (Víctor González), Alan (Mario Morán) e Ricardo (Héctor Suárez Gomis). Emilio é um homem de negócios que gosta de viver cercado de mulheres, mas sua vida toma uma reviravolta quando Sofia (Fran Meric), uma mulher com quem teve um caso no passado, vem ao apartamento e diz que ele tem um filho chamado Santiago (Checo Pérezcuadra). Sofia foge e deixa seu filho no cuidado de Emilio. Após o incidente, Emilio não sabe o que fazer com a criança, é quando ele o matricula no jardim de infância Monarca, onde Pamela (Dulce María), uma mulher honesta, apaixonada e livre mas cautelosa no amor é a professora. Anteriormente, Pamela e Emilio já se conheceram quando ela acidentalmente quase o atropela enquanto ele corria atrás de Sofia em sua fuga. A vulnerabilidade de Santiago desperta em Pamela um afeto muito profundo com a criança, o que a leva pouco a pouco ao irresistível Emilio, nascendo uma relação inesperada, que embora ambos tentem evitar no início, será impossível negar com o passar do tempo .
Enquanto Emilio tenta se acostumar com este novo aspecto de sua vida, ele conhece no jardim de infância, Alan (Mario Morán) e Ricardo (Héctor Suárez Gomis), pais que estão muito comprometidos com seus filhos, mas que também enfrentam circunstâncias muito particulares. 
Alan é um pai solteiro, um jovem rebelde e festeiro que cuida sozinho de seu filho filho Arturo (Ari Placera), já que sua namorada morreu. Seus sogros, Rodolfo (Roberto Mateos) e Silvia (Sandra Destenave), não concordam com ele cuidando do menino, pois o considera uma influência ruim para a criança. Rodolfo e Silvia tentarão tirar a guarda de Arturo a qualquer custo mas Jenny (Jessica Díaz), a novo vizinha de Alan, se torna advogada de Alan e o ajudará a recuperar seu filho. No meio do processo, eles ficam loucamente apaixonados.
Ricardo é um pai tranquilo, mas orgulhoso e ressentido. Depois de deixar sua primeira esposa, Margarita (Betty Monroe), com quem tem duas filhas, Tania (Macarena García) e Regina (Valery Sais), ele encontra amor novamente com Kika (Mariel Chantal), uma mulher mais nova que está prestes a dar à luz a sua terceira filha.
Entre os emaranhados e as situações, estes três pais irão se tornar grandes amigos, compartilhando suas alegrias e decepções enquanto se apoiam para enfrentar os desafios de serem bons pais.

## Elenco
- Dulce María como Pamela "Pam" Díaz
- Víctor González como Emilio Palacios Fernández
- Betty Monroe como Margarita Rivapalacio[5]
- Mario Morán como Alan de Garay Álvarez[5]
- Héctor Suárez Gomis como Ricardo Pérez Valdez[5]
- Jessica Díaz como Jennifer "Jenny" Salamanca[5]
- Mariel Chantal como Érika "Kika" López de Pérez[5]
- Roberto Mateos como Rodolfo Villagrana Robles[5]
- Sandra Destenave como Silvia Juárez de Villagrana[5]
- Fran Meric como Sofía Urrutia González[5]
- Issabela Camil como Deborah[5]
- Diego Soldano como Matías Montellano[5]
- Adriana Leal como Perla
- Aranza Carreiro como Patricia "Pato" Villagrana Juárez[5]
- Macarena García como Tania Pérez Rivapalacio[5]
- Julio Casado como Abelardo
- Alberto Reyes como Bicho[5]
- Valery Sais como Regina Pérez Rivapalacio[5]
- Checo Perezcuadra como Santiago "Santi" Urrutia González[5]
- Ari Placera como Arturo de Garay Villagrana[5]
- Claudio Roca como Nicolás
- María Prado como Carmelita
- Tamara Guzmán como Beatriz Esther Gómez Chávez
- Lupita Lara como Míriam
- Javier Ponce como Antonio
- Eva Prado como Elena Álvarez
- Mimi Morales como Gina Paola
- Alma Moreno como Rosita
- Carlos Hays como Diego
- Jonnathan Kuri como Leonardo Oliver
- Óscar Bonfiglio como Javier
- David Ostrosky como Alfredo Elizalde
- Eduardo Shacklett como Eduardo Fabbri
- Sergio Jurado como Bernardo Salamanca
- Alan Ciangherotti como Marco
- Andrea Carreiro como Ángela Villagrana Juárez
- Jorge Rodolfo Almada como César
- Juan Felipe Pulido como Jhon Freddy
- Paola Díaz Cardona como Maryssol Ferrer
- Israel Salmer como Erick
- Zully Keith como Nena Rivapalacio

## Produção

Logotipo oficial da novela.

Em maio de 2017 a Telefe anunciou que após o sucesso da versão chilena de Sres. Papis a novela teria uma versão mexicana que seria produzida e transmitida pela Imagen Televisión. Assim como a versão chilena, a Telefe também estaria encarregada de distribuir a versão mexicana mundialmente. A novela foi anteriormente anunciada com o título Papis muy padres logo sendo trocado por Muy padres.
A produção começou em julho de 2017, sendo a quarta produção original da Imagen TV sendo a primeira a estrear os estúdios de gravações do canal.
Em agosto, a Imagen TV começou a divulgar as primeiras chamadas da novela, apresentando os personagens de Dulce María, Víctor González, Héctor Suárez Gomís e as crianças. As gravações começaram em 17 de julho de 2017 e terminaram em 30 de novembro.

### Escolha do elenco
Em 19 de junho de 2017 o jornalista Gil Barrera informou no jornal mexicano El Gráfico que Dulce María, Víctor González e Héctor Suárez Gomís seriam os protagonistas da nova séria da Imagen Televisión. No final do mês, Dulce María assinou contrato com a emissora confirmando que seria a protagonista da nova produção do canal.
Em 17 de julho começaram as gravações da novela, confirmando Dulce Maria, Víctor González, Héctor Suárez Gomís, Mario Morán, Betty Monroe, Issabela Camil, Fran Meric, Roberto Mateos, Mariel Chantal, Jessica Díaz, Aranza Carreiro, Sandra Destenave, Diego Soldano e Alberto Reyes no elenco.

### Música
O tema principal da telenovela "Borrón Y Cuenta Nueva" foi composto por Dulce María, Pepe Portilla, Héctor Mena, Lito de la Isla e Oliver García e interpretado por Dulce María. Uma segunda música intitulada "Quédate" interpretada por Jessica Díaz foi lançada como tema de Alan e Jenny. A canção "Viéndote reír" do cantor argentino Pablo Ahmad também fez parte da novela.

## Recepção
Em seu mês de estreia, Muy Padres apareceu na quarta posição na lista social da empresa The Wit (World Information Tracking), de todos os novos programas que foram lançados na América Latina durante setembro e que geraram mais comentários nas redes sociais, a novela gerou mais de 12.000 comentários.

### Crítica
A novela foi bem recebida pela crítica especializada, o jornalista Alex Piñón do site mexicano Siete24 afirmou que Muy padres é uma ameaça real para a Televisa e a TV Azteca, pois enquanto as duas emissoras estão em disputa por décadas sem propor mais do que o mesmo, a Imagen Televisión está desenvolvendo um conceito de concorrência mais convincente e estabelecendo um importante precedente na televisão. Comentou que os telespectadores irão rir desde o primeiro capítulo e que não é a típica comédia que os personagens dão vergonha por serem extremamente exagerados. Nesta série, veremos personagens "reais" com os quais podemos nos identificar. A respeito do elenco, disse que a maturidade de atuação do elenco é notória e que o diretor conseguiu obter o melhor deles, que Betty Monroe e Dulce María estão muito bem, pois vemos ambas em outra faceta. Sobre o elenco infantil, afirmou que são simplesmente encantadores e roubam os corações dos espectadores. O jornalista conclui a crítica dizendo que visualmente não há nada para reclamar, as locações foram muito bem selecionados e a direção é muito agradável, e que após terminar de assistir o primeiro capítulo ficou com um sorriso no rosto, um sorriso como o qual parou de sentir por causa das outras duas estações de televisão mexicana e que ficou com desejo de ver mais e pede para seus leitores que todos os valores transmitidos por Muy Padres sejam apreciados, pois é algo diferente e divertido para toda a família.
O site La Hora de la Novela comentou que a nova proposta da Imagen TV começou de forma divertida e amigável, que é uma história familiar de jovens adultos que já têm a responsabilidade de criar novas vidas e que a história é simples e flui dinamicamente graças à boa química entre o elenco.
O site chileno Página 7 comentou que "Muy Padres" teve um capítulo final elogiado, pela qualidade do desempenho dos atores e pela sua divertida história. O site observa que o final foi praticamente o mesmo da versão chilena e, como a versão chilena, obtiveram boa audiência. Além de receberem uma boa recepção do público.
A jornalista Lupita Martínez do jornal mexicano "El Gráfico" em sua crítica ao final de Muy Padres disse que a série ofereceu algo diferente, que os diálogos cheios de ternura entre pais e filhos conseguiram mover o espectador e atraí-lo em situações comuns, credíveis, mas importantes que podem acontecer em diferentes famílias; as diferentes formas de viver uma situação com crianças, sem o melodrama radical, pelo contrário, as histórias estavam cheias de nuances. E ela concluiu dizendo que hoje em dia é importante que as histórias sejam contadas dessa maneira e felicitaram a produção.

## Prêmios e indicações
| Ano  | Premiação                 | Categoria                              | Indicado    | Resultado | Ref(s) |
| ---- | ------------------------- | -------------------------------------- | ----------- | --------- | ------ |
| 2017 | TV Adicto Golden Awards   | Melhor telenovela da Imagen Televisión | Muy padres  | Venceu    | [ 24 ] |
| 2018 | Kids Choice Awards México | Atriz Favorita                         | Dulce María | Indicado  | [ 25 ] |
| 2018 | Kids Choice Awards México | Show Favorito                          | Muy padres  | Indicado  | [ 25 ] |
| 2018 | PRODU Awards              | Atriz - Melhor Estratégia Digital      | Dulce María | Indicado  | [ 26 ] |

## Versões
- Señores papis (2014) versão original argentina, produzida pela Telefe e protagonizada por Luciano Castro, Joaquín Furriel, Luciano Cáceres e Peto Menahem.[27]
- Señores papis (2016) segunda adaptação, produzida no Chile pelo canal Mega e protagonizada por Jorge Zabaleta, Francisco Melo, Simón Pesutic, María Gracia Omegna, Francisca Imboden e Francisca Walker.[28]
- Oteckovia (2018) produzida na Eslováquia pela TV Markíza, protagonizada por Marek Fašiang, Vladimír Kobielsky, Filip Tůma e Braňo Deák.[29]